# Aanranding
Aanranding, feitelijke aanranding van de eerbaarheid of aantasting van de seksuele integriteit is het afdwingen of opdringen van een ontuchtige handeling. Vaak komt het neer op het ongewenst aanraken of laten aanraken van geslachtsdelen, billen of borsten. Wanneer er sprake is van seksuele penetratie, het met de vingers of geslachtsdelen binnengaan van bijvoorbeeld de mond, vagina of anus is er sprake van verkrachting. Onder dwang zijn alle handelingen die gericht zijn op seksueel genot ontuchtig. Ook ontuchtig zijn alle handelingen die tegen het gevoel van zedelijkheid in de maatschappij ingaan. Aanranding is een zedenmisdrijf.

## Situatie in België
Artikel 417/7 van het Belgisch Strafwetboek omschrijft 'aantasting van de seksuele integriteit' als het stellen van een seksuele handeling op een persoon die daar niet in toestemt, al dan niet met behulp van een derde persoon die daar niet in toestemt, dan wel het laten stellen van een seksuele handeling door een persoon die daar niet in toestemt. Het gaat dus om niet-consensuele seksuele handelingen, maar anders dan bij verkrachting is er geen penetratie. Een directe aanraking is voor aantasting van de seksuele integriteit niet vereist. Ook ervoor zorgen dat iemand tegen zijn wil getuige is van seksuele handelingen, vormt een aantasting van de seksuele integriteit. Het misdrijf wordt bestraft met zes maanden tot vijf jaar gevangenisstraf. In het Strafwetboek zijn tal van verzwarende omstandigheden opgenomen.
Vóór de hervorming van het seksueel strafrecht in 2022 heette het misdrijf aanranding van de eerbaarheid (toenmalige artikelen 372-374 van het Strafwetboek). Er was een fysieke aantasting vereist die door geweld of bedreiging werd gepleegd. Een aanranding met geweld werd bestraft met maximaal vijf jaar gevangenisstraf. De leeftijd van het slachtoffer was een verzwarende omstandigheid. Wanneer het slachtoffer jonger was dan zestien jaar, was er ook aanranding in afwezigheid van geweld, omdat iemand van die leeftijd nooit een geldige toestemming kon geven tot een seksuele handeling.

## Situatie in Nederland
Aanranding is in Nederland een zedenmisdrijf. Ook zoenen onder dwang kan in Nederland gezien worden als aanranding.
Voor aanranding is het niet noodzakelijk dat er fysiek contact plaatsvindt. In dat geval moet er volgens de Hoge Raad wel sprake zijn van enige vorm van interactie die relevant is voor het dwingen of dulden van de ontucht, tussen de dader en het slachtoffer. Het heimelijk filmen van een persoon valt daarom niet onder aanranding, omdat er geen sprake is van de nodige interactie. Dit verandert ook niet zomaar als het slachtoffer naakt is, omdat het heimelijk fotograferen van een naakt persoon niet een ontuchtige handeling op zich is, ook niet als de dader de foto's wil gebruiken ter bevrediging van de eigen lustgevoelens. Daarbij is ook van belang dat het Wetboek van Strafrecht ook een strafbaarstelling kent voor het onder bepaalde omstandigheden heimelijk filmen en fotograferen van personen. Slechts in uitzonderlijke situaties zal er daarom sprake kunnen zijn van aanranding zonder dat fysiek contact plaatsvindt. Het gaat dan bijvoorbeeld om zaken waarin de dader het slachtoffer in een situatie brengt waarbij het slachtoffer wel moet toekijken hoe de dader zichzelf ontkleedt en bevredigt.
| Wet(boek)    | Strafrecht |
| Artikel      | 246 |
| Omschrijving | Hij die door geweld of een andere feitelijkheid of bedreiging met geweld of een andere feitelijkheid iemand dwingt tot het plegen of dulden van ontuchtige handelingen, wordt, als schuldig aan feitelijke aanranding van de eerbaarheid, gestraft met gevangenisstraf van ten hoogste acht jaren of geldboete van de vijfde categorie. |

| Wet(boek)    | Strafrecht BES |
| Artikel      | 252 |
| Omschrijving | Hij die door geweld of een andere feitelijkheid of bedreiging met geweld of een andere feitelijkheid iemand dwingt tot het plegen of dulden van ontuchtige handelingen, wordt, als schuldig aan feitelijke aanranding van de eerbaarheid, gestraft met gevangenisstraf van ten hoogste zestien jaren. |

### Toekomst
In mei 2019 werd een wetsvoorstel aangekondigd over strafbaarstellingen van seks tegen de wil en seksuele intimidatie. De voor te stellen strafbaarstelling van seks tegen de wil zou verder gaan dan de bestaande strafbaarstelling van aanranding. Seks zou strafbaar worden als er feiten en omstandigheden zijn waaruit iemand de onvrijwilligheid van de ander kan afleiden of op grond waarvan hij/zij de onvrijwilligheid van de ander behoort af te leiden.